# Liste Goethe als Namensstifter
Zu Ehren von Johann Wolfgang von Goethe ist Folgendes benannt worden:

## Auszeichnungen, Preise, Medaillen
- Goethe-Medaille: jährliche Vergabe durch das Goethe-Institut seit 1955
- Goethe-Medaille für Kunst und Wissenschaft: Stifter: Paul von Hindenburg; letzte Verleihung im Jahr 1944
- Goetheplakette der Stadt Frankfurt am Main: wird jährlich i.a. an mehrere Personen verliehen
- Goethe-Plakette des Landes Hessen: Auszeichnung, die seit 1952 in unregelmäßigen Abständen verliehen wird
- Goethepreis der Stadt (Ost-)Berlin: während der Zeit der DDR bis 1989 jährlich in drei Klassen verliehen
- Goethepreis der Stadt Frankfurt (am Main): Verleihung alle drei Jahre
- Hansischer Goethe-Preis: seit 1949 Verleihung alle zwei Jahre durch die private Alfred-Toepfer-Stiftung F.V.S.
- Johann-Wolfgang-von-Goethe-Medaille: seit 1972 durch die private Alfred-Toepfer-Stiftung F.V.S. zur Verfügung gestellt

## Benennungen in Natur und Technik
- (3047) Goethe
- Goethe-Barometer (Goethe-Glas), ein Flüssigkeitsbarometer
- Goethe-Becken auf dem Planeten Merkur
- Goethe-Elefant, sein Schädel diente Goethe zu anatomischen Studien
- Goethe-Glas
- Goethe-Knochen, der Zwischenkieferknochen, auch als Zwischenkieferbein bezeichnet
- Goethepflanze, die Kalanchoe pinnata
- Goethea, eine Pflanzengattung aus der Familie der Malvengewächse
- Goethe-Wetterglas
- Goethit, ein Mineral

## Besuchsstätten Goethes
- Goethehäuschen Tübingen
- Goethe-Scheune, letzter erhaltener Teil des Pfarrhofs in Sessenheim
- Goetheturm in Frankfurt am Main
- Casa di Goethe in Torbole am Gardasee
- Goethe-Eiche im Gemeindewald von Sessenheim[1]
- Goethe-Ginkgo im Botanischen Garten Jena[2]
- Goethefelsen im Bodetal im Harz in Sachsen-Anhalt
- Goethe-Hügel in Sessenheim
- Goethestein im Bodetal im Harz in Sachsen-Anhalt

## Denkmäler
- Goethe-Denkmal (Rom)
- Goethe- und Schiller-Denkmal in Weimar vor dem Deutschen Nationaltheater
- Goethedenkmal, Sammelbegriff für Goethedenkmäler an verschiedenen Orten (Liste der Goethedenkmäler)
- Goethestein, ein Gedenkstein bei Wiesbaden
- Goethe-Denkmal Wien, Ringstraße

## Gebäude und Bauwerke
- Goetheanum: Sitz der Allgemeinen Anthroposophischen Gesellschaft in Dornach bei Basel/Schweiz
- Goethe-Schulen und -Gymnasien wurden an vielen Orten nach dem Dichter benannt
- Johann Wolfgang Goethe-Universität, Universität in Frankfurt am Main
- Goethe-Theater existieren in mehreren Städten (Begriffsklärung)
- Goethewarte, ein Aussichtsturm bei Wiesbaden
- Goethehof, eine kommunale Wohnhausanlage in Wien

## Gedenkstätte
- Goethe-und-Schiller-Gruft: Grabstätte Goethes und Schillers auf dem Historischen Friedhof in Weimar

## Gesellschaften, Vereinigungen, Kultureinrichtungen
- Goethe-Bund, Gesellschaft zum Schutz der Freiheit von Kunst und Wissenschaft
- Goethe-Gesellschaft, literarisch-wissenschaftliche Gesellschaft mit Goethe-Gesellschaft Hannover
- Goethe-Institut, Institut zur Verbreitung der deutschen Kultur und Sprache im Ausland mit Niederlassungen in aller Welt
- Goethe zum Flammenden Stern, Freimaurerloge in Frankfurt am Main
- Chapter 617 „Johann Wolfgang Goethe“ der AHEPA in Frankfurt am Main
- Österreichische Goethe-Gesellschaft, gegr. als WIENER GOETHE-VEREIN 1878, älteste dem Andenken Goethes gewidmete Gesellschaft.

## Museen, Sammlungen
- Goethe-Museum: Name verschiedener musealer Gebäude und Einrichtungen (Begriffsklärung)
- Goethe-Nationalmuseum in Weimar

## Personen
- Goethe-Bode, der Schriftsteller Wilhelm F. Bode
- Goethes Diener
- Goethes Erben: deutsche Musikgruppe

## Sprachlich-Literarisches
- Goethe-Wörterbuch zu Goethes Wortschatz
- Goethe-Zitate
- Goethe als Übersetzer, Liste der Übersetzungen von Goethe

## Wohnstätten Goethes und andere nach ihm benannte Häuser
- Goethehaus, Begriffsklärung
- Goethe-Haus, Elternhaus in Frankfurt am Main
- Goethes Gartenhaus in Weimar im Park an der Ilm
- 1789–1792 Wohnung in den Jägerhäusern vor der Stadt Weimar
- Goethes Wohnhaus in Weimar am Frauenplan (= Haus am Frauenplan)
- Goethehäuschen Jagdhütte auf dem Kickelhahn in Ilmenau

## Straßen, Wege und andere Örtlichkeiten
- Goetheblick, Begriffsklärung
- Goetheweg, auf Goethe bezogener Name mehrerer Wanderwege in Deutschland
- Goethestraße, Name mehrerer Straßen
- weitere Straßennamen in Verbindung mit Goethe: Goetheallee, Goethebahn, Goethebrücke, Goethehain, Goethepark, Goethepassage, Goetheplatz, Goethepromenade, Goethering, Goetheschneise, Goethesiedlung, Goethesteig, Goethestern und Goethetreppe; Johann-Wolfgang-von-Goethe-Straße, Geheimrat-Goethe-Straße
- Mount Goethe, 4043 m hoher Berg in der Sierra Nevada (Vereinigte Staaten)[3]
- Goethe Glacier, Gletscher in der Sierra Nevada (Vereinigte Staaten), nordwestlich des Mount Goethe[4]
- Goethepark in Klagenfurt am Wörthersee mit Goethestiege und Gedenktafel

## Sonstiges
- Goetheanismus, eine Bezeichnung für die anthroposophische Wissenschaftsmethodik
- Goethezeit, die Zeit, in der Goethe wirkte
- Goethe-Jahr, Ehrungen zu Geburts- oder Todesjahren